# Kraken (спецподразделение)
Спецподразделение «Kraken» — украинское отдельное разведывательно-диверсионное подразделение Главного управления разведки Министерства обороны Украины.

## Формирование
Спецподразделение «Kraken» сформировано ветеранами полка «АЗОВ», офицерами ГУР МОУ, ультрас и добровольцами в марте 2022 года в Харькове вначале полномасштабного вторжения России на Украину, и по численности соответствует полку: по некоторым данным на 3-4 день полномасштабного вторжения будущее спецподразделение уже насчитывало 1500 человек, а по состоянию на 3 июня 2022 года — уже около 1800 человек.
Подразделение названо в честь Кракена — мифического гигантского чудовища, которое всех уничтожало.
Возглавляют спецподразделение офицеры Главного управления разведки Министерства обороны Украины, одними из которых являются Константин Немичев и Сергей Величко.

## Участие в боевых действиях

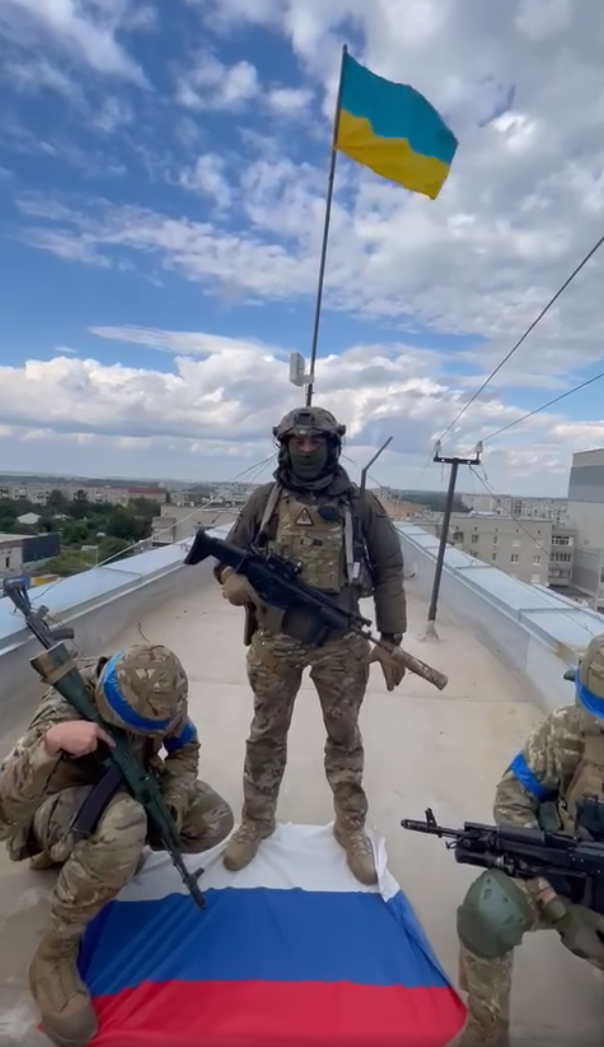
Сотрудники спецподразделения в Балаклее

Начиная с марта и по октябрь 2022 года в ходе боевых действий, и контрнаступления в Харьковской области в частности, «Kraken» успешно вернул контроль над целым рядом населённых пунктов, ранее занятыми российскими войсками, среди которых Балаклея, левобережная часть Купянска и Купянск-Узловой, став одним из наиболее успешных добровольческих вооружённых подразделений в Украине.
По утверждениям российских СМИ «Kraken» , как и «Азов», занимался вербовкой военнослужащих из ультраправых группировок, бойцы подразделения отвергают это утверждение как российскую пропаганду. Также российские СМИ обвиняют «Kraken» в жестоком обращении с российскими военнопленными, что сами представители спецподразделения отрицают.
Спустя 12 месяцев после полномасштабного вторжения России на Украину в документальном фильме «Рік» Дмитрия Комарова руководитель ГУР МОУ Кирилл Буданов назвал «Kraken» «одним из самых боеспособных подразделений» в стране.
В настоящее время «Kraken» принимает участие в боях на востоке Украины.